# Wychowanka

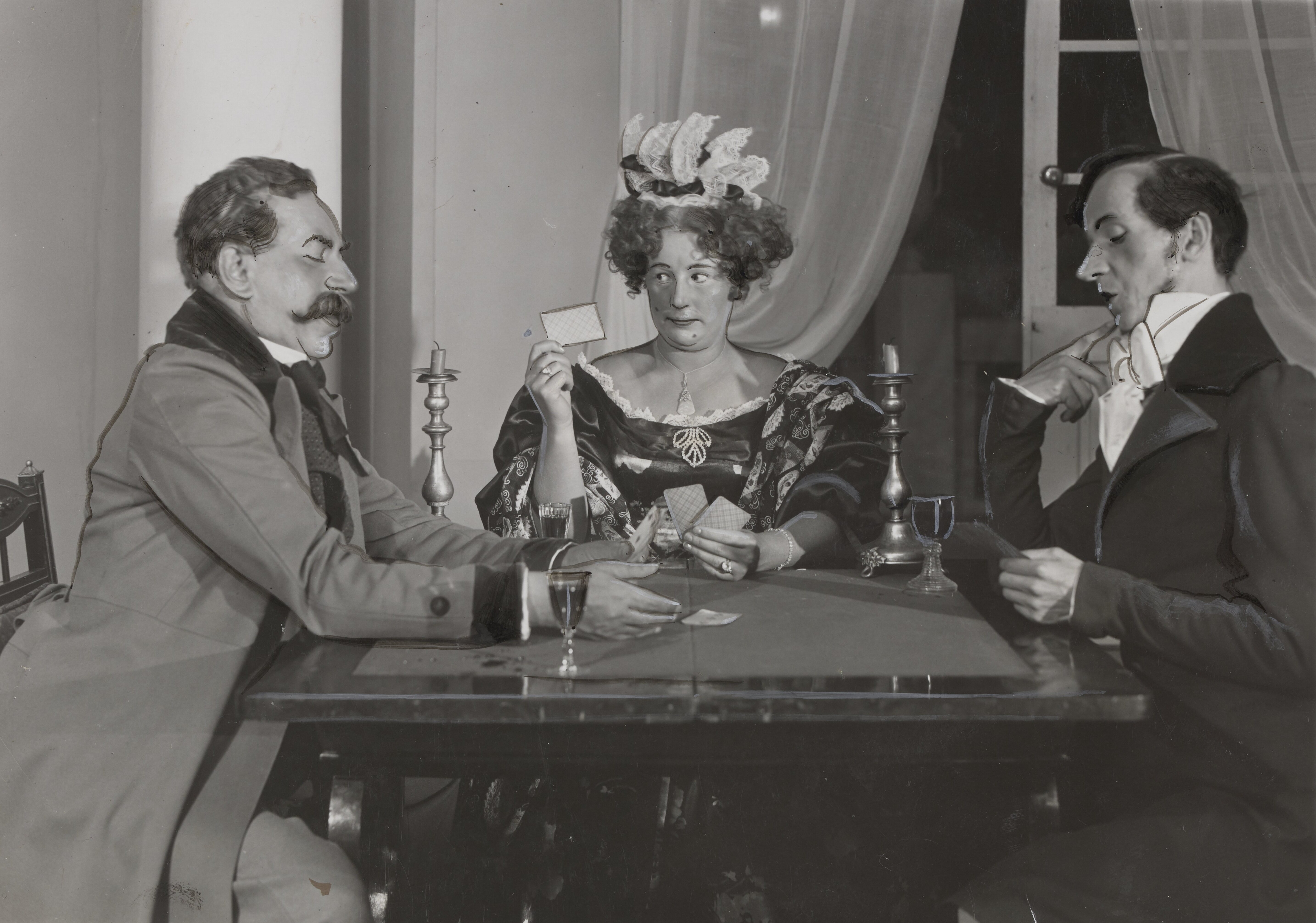
Scena ze spektaklu Wychowanka (1935).

Wychowanka. Sztuka w pięciu aktach, wierszem – pięcioaktowa komedia Aleksandra Fredry. Prapremiera odbyła się 29 września 1877.

## Opis
Dokładna data powstania sztuki nie jest znana. Przyjmuje się, że mogła powstać między 1854 a 1856, zatem należy do pierwszych utworów napisanych przez Fredrę po kilkunastoletniej przerwie twórczej. Autor pierwotnie planował umieścić ją w tomie VII przygotowywanych dzieł zebranych, a w planie z 1861 w tomie VI. Ostatecznie znalazła się w tomie VIII pośmiertnego wydania dzieł z 1880 (s. 1–111). Po śmierci autora została wystawiona po raz pierwszy w Krakowie 29 września 1877, następnie we Lwowie 15 października 1877, zaś w Warszawie 18 lipca 1881. W podtytule utworu autor jedyny raz w swojej twórczości użył określenia sztuka (w innym rękopisie wyjaśniał, że rozumie pod tym pojęciem gatunek zbliżony do niemieckiego Schauspiel). W pierwodruku z 1880 sztuka określona została natomiast jako komedia serio.

## Tematyka
Utwór demaskuje zakłamanie zamożnych arystokratów, którzy chcą uchodzić za wzór wartości rodzinnych. Pan domu - Hektor Morderski przechwala się sukcesami na polach bitew, choć w rzeczywistości nigdy w wojsku nie służył, a w życiu codziennym jest tchórzem. Jego żona - Regina, chce uchodzić za bogobojną i gościnną damę, lecz w rzeczywistości jest obłudną intrygantką. Równie obłudni i interesowni są niemal wszyscy pozostali domownicy (wliczając służbę). W tym środowisku zmuszona jest żyć uboga wychowanka - Zosia. Istnieje przypuszczenie, że pomysł na utwór Aleksander Fredro zaczerpnął z głośniej historii rodziny barona Konopki, którego miał okazję poznać podczas pobytu w Paryżu.

## Treść
Hektor Morderski, chce wydać swą wychowankę Zosię za swego bratanka Piotra - brutala i chama, który budzi w Zosi tylko wstręt. Zmuszona przez wdzięczność wobec opiekuna nie może jednak protestować. Piotr jest jednocześnie obiektem zainteresowania starej panny Pauliny - siostrzenicy pani domu, równie obłudnej jak ona. Zosia znajduje się więc w sieci intryg zarówno pani, jak i pana domu. Na szczęście następuje pomyślny zwrot akcji: okazuje się, że ojcem Zosi jest były partyzant i uczestnik powstania listopadowego - Jan Barski. Zaskoczony jest tym sam Morderski, który dotąd uważał Zosię, za własną nieślubną córkę. W efekcie Zosia może wyjść za mąż za Wacława - ironicznego komentatora sytuacji w dworze.

## Inscenizacje (wybór)[1]
- Teatr Polski w Warszawie (1959, reż. Roman Zawistowski)
- Teatr Śląski im. Stanisława Wyspiańskiego w Katowicach (1963, reż. Roman Zawistowski)
- Teatr Wybrzeże w Gdańsku (1979, reż. Stanisław Hebanowski)
- Centrala w Warszawie we współpracy z Teatrem Powszechnym i Instytutem Teatralnym (2014, reż. Michał Zadara)[9][10][11]
- Teatr Ludowy w Krakowie-Nowej Hucie (2015, reż. Mikołaj Grabowski)[12][13]

## Spektakle radiowe
- Wychowanka (1973, reż. Zbigniew Kopalko)[14]
- Wychowanka (2011, reż. Henryk Rozen)[15]

## Spektakl telewizyjny
W 1984 r. w Teatrze Telewizji wyemitowano spektakl Wychowanka w reżyserii Stanisława Hebanowskiego.